# Чёрная (река, впадает в Онежское озеро)
Чёрная — река в Пудожском районе Карелии, впадает в Онежское озеро с востока.
Длина реки — 88 км, площадь водосборного бассейна — 616 км².

## Физико-географическая характеристика
Протекает в лесах в границах Красноборского сельского поселения на юго-востоке республики. Исток находится к востоку от Жидкого болота. В верхней половине река петляет по болотистой местности. Общее направление течения — западное. Впадает в Онежское озеро в 1,8 км к юго-востоку от мыса Бесов Нос и в 15 км к югу от посёлка Шальский.
В нижней половине реки на берегах расположены посёлок Чернореченский и деревня Каршево, вблизи неё в бассейне также находятся Красноборский и Нигижма.
Реку пересекают автодорога Вытегра — Медвежьегорск (у Чернореченского) и подъездная дорога к Каршево. В XX веке в верховьях существовала сеть узкоколейных железных дорог от посёлка Колово.
В нижнем течении образован природный ландшафтный заказник «Муромский», среди достопримечательностей которого — онежские петроглифы вблизи устья реки. Болото Жидкое в верховьях бассейна является памятником природы регионального значения.
Основные притоки (от устья, в скобках указана длина в км):
- 13 км пр: Сустрежа (19)
- 16 км лв: Виксенда (16)
- 31 км пр: Юга (20)
- 58 км пр: Сельгручей (12)

К бассейну Чёрной также относится Мурмозеро.

## Галерея

Чёрная
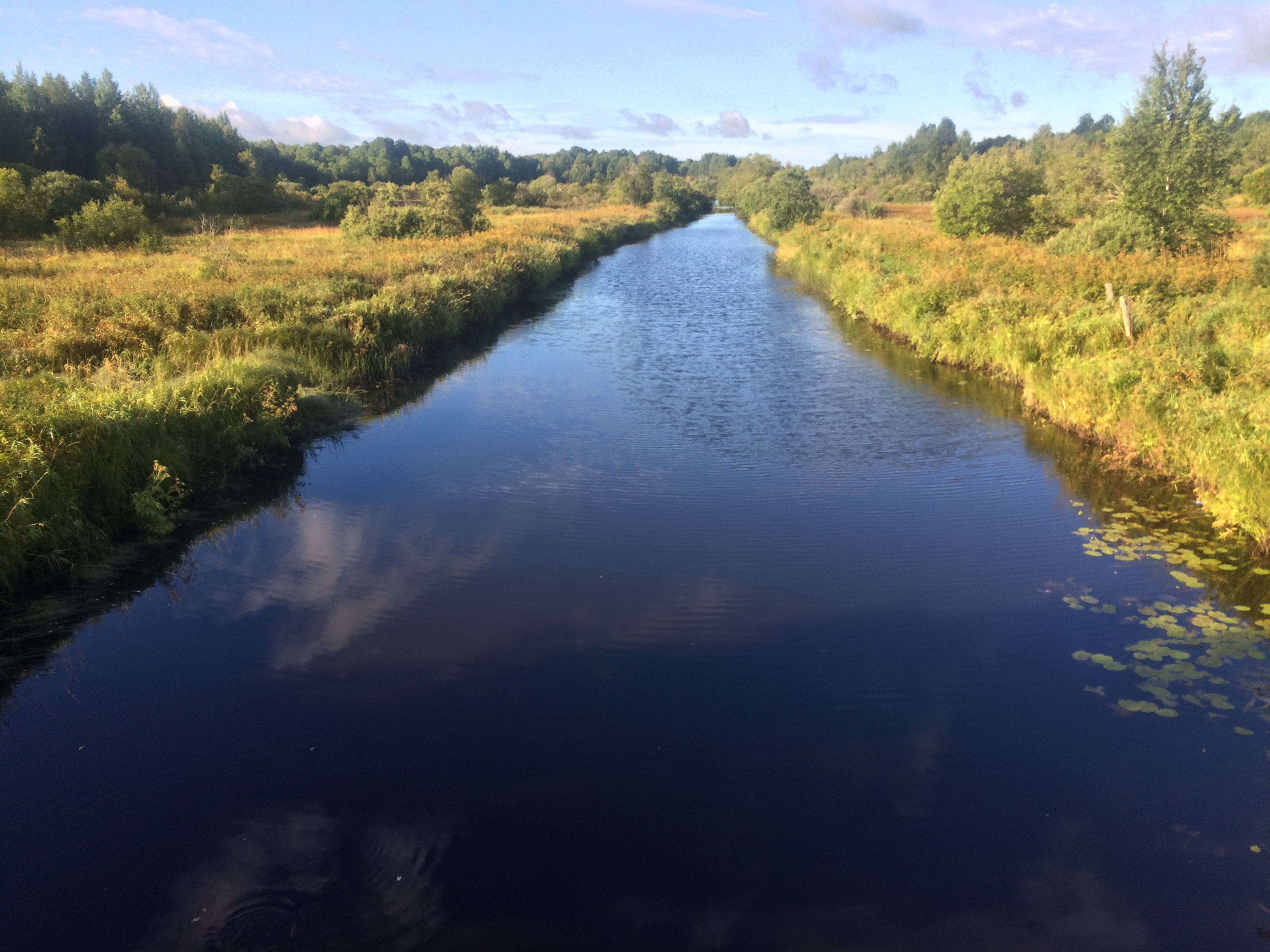
Вид по течению
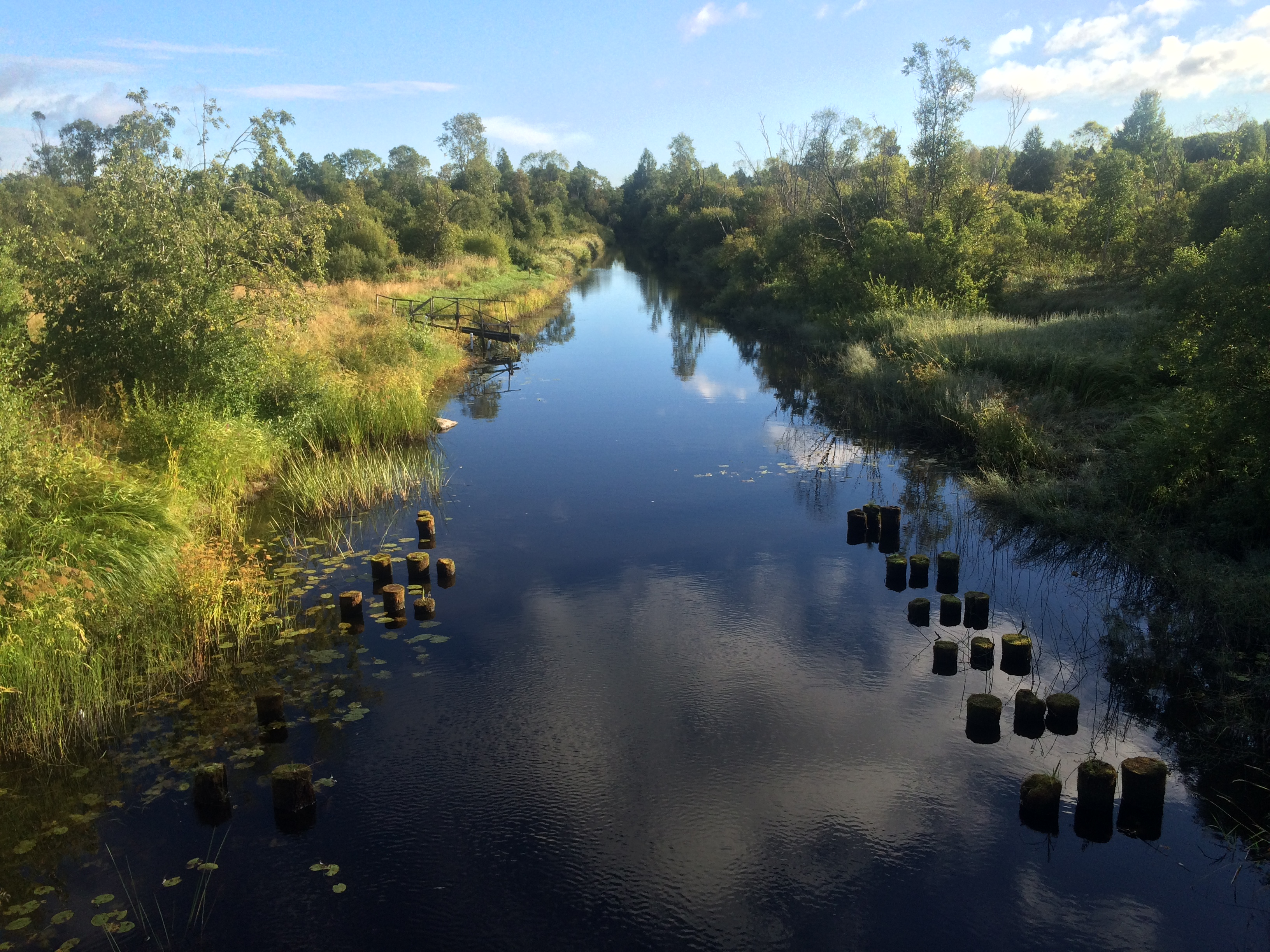
Вид против течения

## Данные водного реестра
По данным государственного водного реестра России относится к Балтийскому бассейновому округу, водохозяйственный участок реки — Бассейн Онежского озера без рр. Шуя, Суна, Водла и Вытегра, речной подбассейн реки — Свирь (включая реки бассейна Онежского озера). Относится к речному бассейну реки Нева (включая бассейны рек Онежского и Ладожского озера).
Код объекта в государственном водном реестре — 01040100612102000017093.